# Lygus rugulipennis
Lygus rugulipennis, auch Behaarte Wiesenwanze genannt, ist eine Wanzenart aus der Familie der Weichwanzen (Miridae).

## Merkmale
Die Wanzen werden 4,7 bis 5,7 Millimeter lang. Die Arten der Gattung Lygus sind sehr schwierig zu bestimmen, da sie sich in ihrer Färbung, Musterung und Größe überschneiden. Das hat zur Folge, dass manche Individuen anhand äußerer Merkmale nicht eindeutig bestimmbar sind. Am sichersten kann man die Tiere anhand der feinen Merkmale des Coriums der Hemielytren bestimmen, die man jedoch nur bei großer Vergrößerung erkennen kann. Lygus rugulipennis ist eine der kleineren Arten der Gattung und besitzt ein dicht beflaumtes Corium. Die Abstände zwischen den Härchen sind in der Regel viel kleiner als die Härchen lang sind.

## Vorkommen und Lebensraum
Die Art ist holarktisch verbreitet und kommt in ganz Europa vor, fehlt aber in Nordafrika. In Mitteleuropa ist sie weit verbreitet und zählt zu den häufigsten Wanzenarten. Besiedelt werden nährstoffreiche, offene Lebensräume. Schattige Orte meidet die Art, der Grad der Feuchtigkeit scheint für die Wahl des besiedelten Lebensraums nicht so wichtig zu sein.

## Lebensweise
Die Wanzen sind polyphag und saugen an sehr vielen verschiedenen krautigen Pflanzen, vor allem aus den Familien der Korbblütler (Asteraceae), Kreuzblütler (Brassicaceae) und Hülsenfrüchtler (Fabaceae). Sie ist bisher an 387 Pflanzenarten aus 57 Familien nachgewiesen. Gelegentlich kann sie in der Landwirtschaft an Kartoffeln, Kohl, Rüben, Luzerne, Hopfen und auch Getreide schädlich auftreten. Die Tiere, insbesondere die Nymphen, saugen aber auch räuberisch an Blattläusen und Insekteneiern.
Die Überwinterung erfolgt als Imago. Nach der Überwinterung und Eiablage verschwinden die meisten Adulten der alten Generation bis Juni. Die der neuen Generation treten überwiegend ab Juli und August auf und leben bis Mitte September. Die Herbstgeneration entwickelt Imagines ab Mitte September, die bis Ende November nach geeigneten Orten für die Überwinterung suchen, die vor allem in dicker, trockener Bodenstreu etwa an Waldrändern, Hecken oder auch in Heiden mit Besenheide (Calluna) erfolgt. Gelegentlich überwintern die Wanzen auch auf Nadelbäumen wie Fichten (Picea), Kiefern (Pinus), Wacholder (Juniperus) oder Lebensbäumen (Thuja). Es werden in Mitteleuropa zwei Generationen pro Jahr ausgebildet. Weiter nördlich, etwa in Schweden oder Schottland, ist es nur eine. Wie auch Lygus pratensis suchen die Wanzen auf kilometerlangen Flügen nach geeigneten Überwinterungsplätzen. Nach der Überwinterung erfolgen im März und April erneut lange Ausbreitungsflüge, während denen die Wanzen besonders durch gelbe Blüten angezogen werden.

## Belege